# Hrabia Eldon

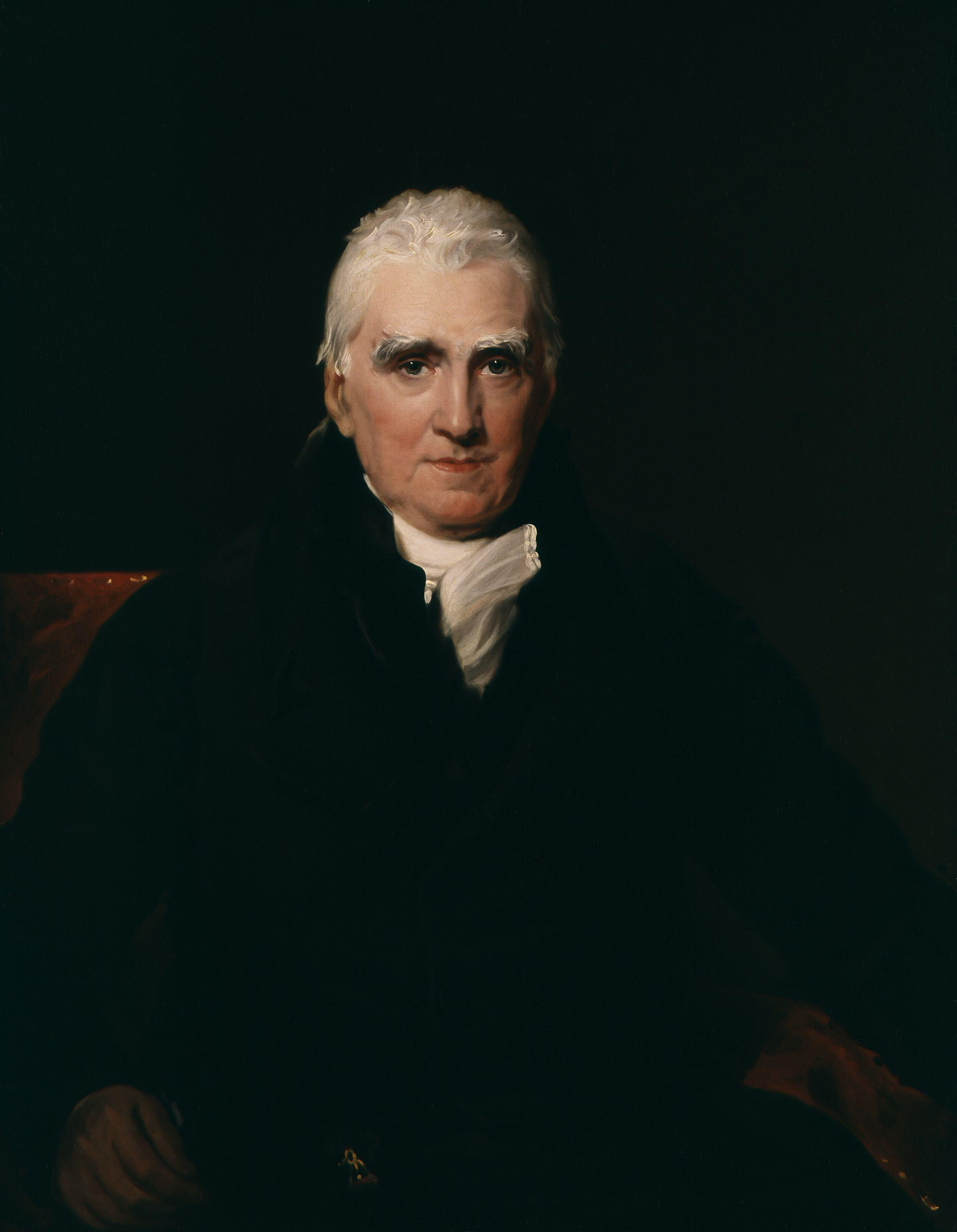
John Scott, 1. hrabia Eldon

Hrabiowie Eldon 1. kreacji (parostwo Zjednoczonego Królestwa)
- dodatkowe tytuły: wicehrabia Encombe, baron Eldon
- 1821–1838: John Scott, 1. hrabia Eldon
- 1838–1854: John Scott, 2. hrabia Eldon
- 1854–1926: John Scott, 3. hrabia Eldon
- 1926–1976: John Scott, 4. hrabia Eldon
- 1976–2017: John Joseph Nicholas Scott, 5. hrabia Eldon

Najstarszy syn 5. hrabiego Eldon: John Francis Scott, wicehrabia Encombe